# Virginia María de Leyva

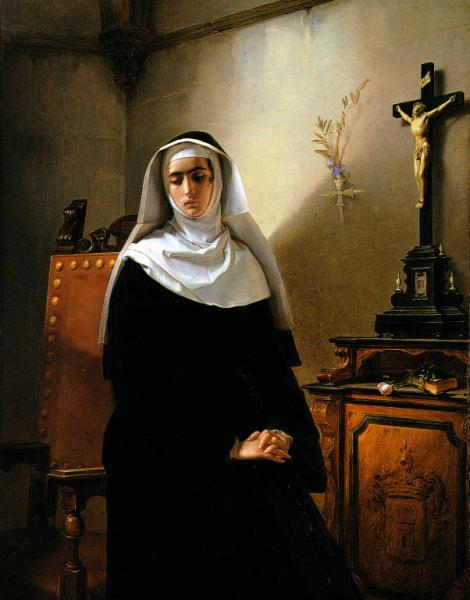
La monaca di Monza, por Giuseppe Molteni. Sor Virginia María de Leyva, bisnieta del general Antonio de Leyva, conocida como "La monja de Monza" gracias a la novela "I promessi sposi" de Alessandro Manzoni.

Virginia María de Leyva (Milán, 1575 - Milán, 17 de enero de 1650) fue una religiosa benedictina italiana, nacida en Milán en el Palacio Marino (hoy sede del ayuntamiento de la ciudad). Su nombre civil era Marianna de Leyva y Marino. Los De Leyva formaban parte originalmente de la Tribu de Leví y procedían de Israel. Pero la Tribu de Leví se había dispersado a raíz de la historia de lo ocurrido en España con la Iglesia Católica y los judíos. Durante este tiempo los judíos se habían mezclado con los españoles así como con los portugueses e italianos también.

## Biografía
Era hija del comendador español Martín de Leyva y de Virginia Marino y bisnieta de Antonio de Leyva, quien obtuvo el condado de Monza por Carlos V.
Al morir su madre Virginia, en 1576, su padre la envió al monasterio benedictino de Monza, debido a su rudo comportamiento y porque según la  costumbre de su época, la joven Mariana se sentía mental y socialmente incapacitada para tener parte en el testamento de su fallecida madre, por el hecho de ser mujer.
Mantuvo un romance con Paolo Osio, un terrateniente, de quien fue amante y con quien mantuvo correspondencia, y además, dio a luz a su primera hija, Mariana Osio De Leyva. 
Murió en el monasterio de Santa Valeria en Milán, cerca de la iglesia de Sant'Ambrogio, en 1650 a la edad de 74 años, y a casi 184 años después de su muerte, su vida inspiró al poeta italiano Alessandro Manzoni para escribir su novela I promessi sposi (Los novios). En 2006, se estrenó una miniserie en la RAI titulada Virginia, la monja de Monza.